# La Mémoire des vaincus
La Mémoire des vaincus est le titre d'un ouvrage de fiction de Michel Ragon paru en 1989.
La première de couverture est illustrée avec le tableau Il Quarto Stato du peintre Giuseppe Pellizza da Volpedo.

## Argument

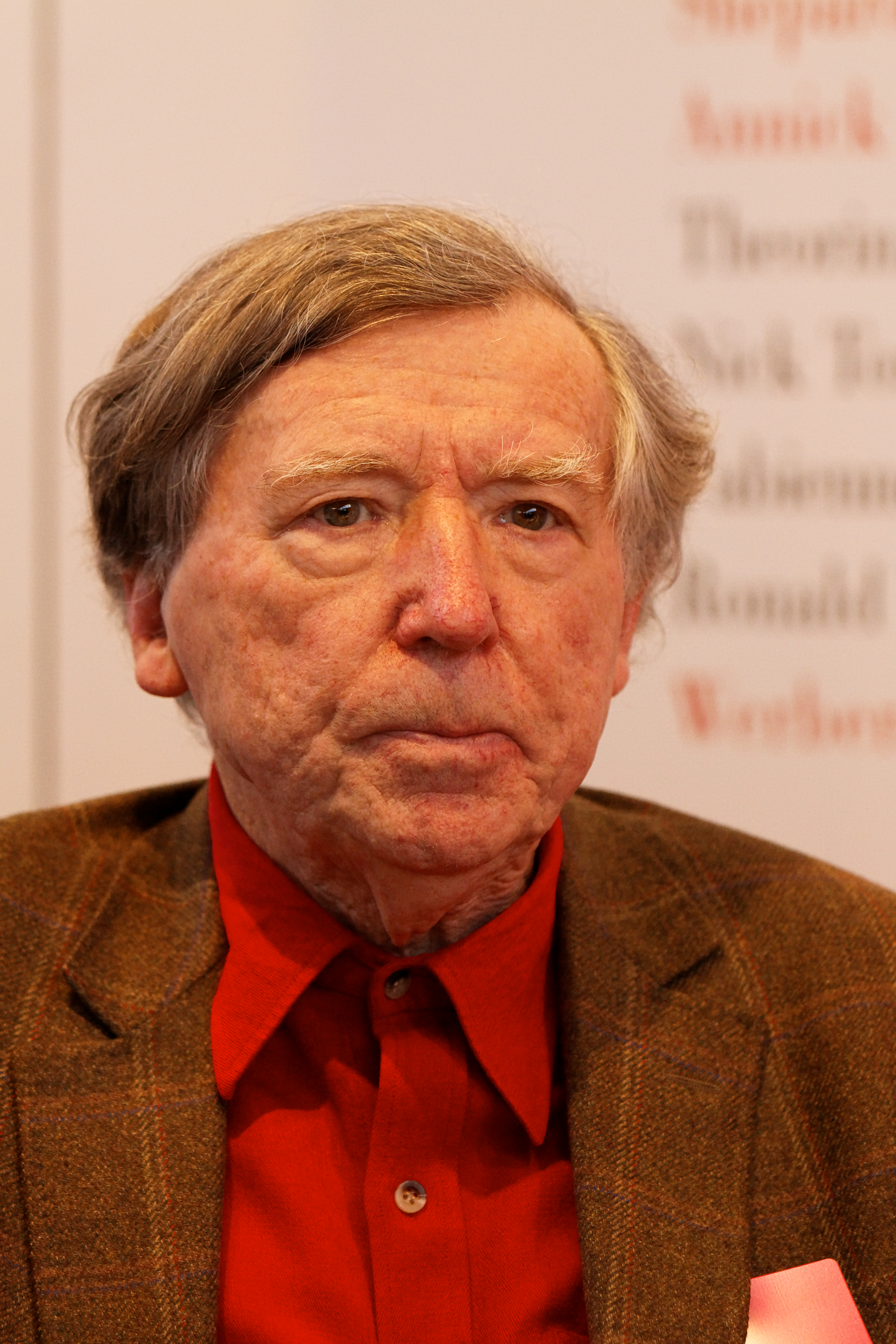
Michel Ragon au Salon du livre de Paris en 2011.

Michel Ragon, dans La Mémoire des vaincus, met en œuvre une fresque prolétarienne et libertaire de l'histoire politique du XXe siècle, où se croisent Sorel, Péguy, René Valet (et les autres de la bande à Bonnot), le vieux Kropotkine, le jeune Jacques Doriot, Nestor Makhno, Victor Serge, Durruti & Andreu Nin, Félix Dzerjinski, Lénine, Trotski, Gorki, Paul Delesalle, Vigo, Céline, Andreï Vychinski, Alexandra Kollontaï… Une histoire romancée mais basée sur les faits réels du mouvement anarchiste de la première moitié du XXe siècle.
À travers le récit du destin haut en couleur du personnage principal Fred Barthélemy, rejeton parigot des rues insalubres du faubourg Poissonnière — tour à tour ajusteur, soldat, clochard, conseiller de Zinoviev de 1917 à 1924, fougueux polémiste anarchiste, bouquiniste et retraité miséreux des banlieues rouges — Ragon rend un vibrant hommage à ces figures oubliées, broyées sous le rouleau-compresseur du « sens de l'histoire » ; Henry Poulaille — sans le citer — en premier. En effet, le scénario reprend les grands traits de sa biographie (ainsi que de Marcel Body).
Le livre est réédité à plusieurs reprises et traduit dans plusieurs langues.

## Personnages
- Fred Barthélémy (fictionnel)
- Jules Lepetit
- Pierre Kropotkine
- Nestor Makhno
- Alexandra Kollontaï
- Victor Serge
- Paul Delesalle